# Vizsgálati gyógyszer

## Tágabb értelemben

### Vizsgálati gyógyszer
Az emberi alkalmazásra kerülő gyógyszerekről és egyéb, a gyógyszerpiacot szabályozó törvények módosításáról szóló 2005. évi XCV. törvény 2022. január 31.-től hatályos változatában a vizsgálati készítmény fogalma már nem szerepel, a helyére a vizsgálati gyógyszer fogalma került. A hivatkozott, 536/2014/EU európai parlamenti és tanácsi rendelet értelmében a vizsgálati gyógyszer fogalma: 
olyan gyógyszer, amelyet egy klinikai vizsgálat keretében tesztelnek vagy referenciaanyagként, például placebóként használnak.

### Vizsgálati készítmény
Az emberi alkalmazásra kerülő gyógyszerekről és egyéb, a gyógyszerpiacot szabályozó törvények módosításáról szóló 2005. évi XCV. törvény 2022. január 31. előtt hatályos változatának az értelmében a vizsgálati készítmény fogalma: 
hatóanyag vagy placebo, gyógyszerformában elkészítve, amelyet klinikai vizsgálatban vizsgálnak vagy referencia- (összehasonlító) készítményként használnak, ideértve azokat a készítményeket is, amelyek már rendelkeznek forgalomba hozatali engedéllyel, de klinikai vizsgálat során az elfogadott alkalmazási előírástól eltérően, illetve más kiszerelésben vagy csomagolásban használnak, vagy az elfogadott alkalmazási előírásban foglalt indikációtól eltérő indikációban használják, vagy ha a már forgalomba hozatali engedéllyel rendelkező gyógyszerrel kapcsolatos további adatok gyűjtésére használják.

## Szűkebb értelemben
Klinikai vizsgálatok kapcsán ezen kifejezések valamelyikével szokás hivatkozni a tényleges vizsgálandó készítményre (gyógyszerjelöltre) is, vagyis nem értve bele a referenciakészítményeket. Az összemosásnak az lehet az alapja, hogy a klinikai vizsgálatokra vonatkozó magyarországi jogszabályok nem határoznak meg külön kifejezést a szűkebb fogalomra. Ennek a megnevezésére érdemes lehet a készítmény konkrét nevét vagy pontosabb kifejezést alkalmazni, különösen olyan esetekben, amikor a vizsgálati gyógyszer vagy vizsgálati készítmény kifejezés különböző készítményeket is takarhat, például III. fázisú klinikai vizsgálatok  esetében.